# Смоленский, Пантелеймон Осипович
Пантелеймон Осипович (Пинхас Иосифович) Смоленский (1854—1908) — российский медик, военный врач, доктор медицины; автор ряда научных работ по вопросам гигиены и военной санитарии.

## Биография
Пинхас Смоленский родился 6 марта 1854 года в Херсоне в еврейской семье. После окончания в 1878 году Медико-хирургической академии зачислен на службу в военное ведомство в звании лекаря. Основное место службы — врач Гвардейского полевого жандармского эскадрона. Также некоторое время состоял врачом 147-го пехотного Самарского полка.
Изучал гигиену и санитарию под руководством Макса фон Петтенкофера. В 1880 году успешно защитил докторскую диссертацию «Об угольной кислоте почвенного воздуха», произведён в чин коллежского асессора.
В 1887 году получил чин надворного советника. 25 ноября 1906 года произведён в коллежские советники и назначен на должность старшего врача Петербургского местного арсенала.
П. О. Смоленский напечатал ряд специальных исследований в русских, немецких, французских, английских и американских журналах, в «Энциклопедии военных и морских наук» генерала Леера, в «Реальной энциклопедии медицинских наук» Эйленбурга-Афанасьева и в других изданиях.
Его капитальный труд «Простейшие способы исследования и оценки доброкачественности съестных припасов, напитков, воздуха, воды, жилищ и пр.» получил широкое распространение в медицинских кругах (в 1910 году вышел четвёртым изданием; в 1904 году был переведен на французский язык).
В 1888 году Пантелеймон Осипович Смоленский был избран приват-доцентом по кафедре гигиены в Императорском Московском университете. Он также читал лекции по гигиене на подготовительных курсах для сестёр милосердия при общине Святой Евгении, военную гигиену на повторительных курсах для военных врачей при Николаевском военном госпитале и других.
Смоленский принимал деятельное участие в различных комиссиях для выработки мер к улучшению санитарного состояния войск, в том числе в комиссии по довольствию мясом войск гвардии и Петербургского военного округа. Заведовал лабораторией лечебницы Общества врачей-специалистов и школой кухонного искусства Общества охраны народного здравоохранения.
Пантелеймон Осипович Смоленский умер 3 июня 1908 года в Санкт-Петербурге. Похоронен на Преображенском еврейском кладбище в Санкт-Петербурге.

## Семья
Был женат, имел дочь.
Сын — Александр (англ. Alexander Smallens) (1889—1972) — американский дирижёр.

## Награды
За время службы награждён орденами Святого Владимира 4-й степени (1905), Святой Анны 2-й степени (1901) и Святого Станислава 2-й степени (1896).